# Chajeon nori

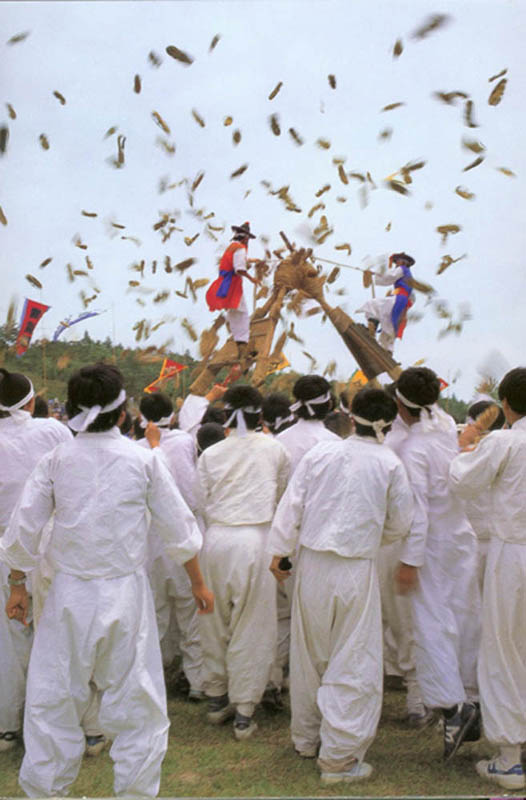
Una partita a Chajeon nori

Il Chajeon nori (차전놀이?, 車戰놀이?, Chajeon nor-iLR, Ch'ajŏn noriMR, a volte tradotto in inglese come "juggernaut battle", lett. "battaglia dei titani"), anche noto come  Dongchae ssaum (동채싸움?), è un gioco tradizionale coreano. È stato designato patrimonio immateriale della Corea il 7 gennaio 1969 con il nome di "Andong Chajeon nori".

## Storia
Non esistono prove scritte che attestino come sia nato il Chajeon nori, ma la tradizione orale riporta che abbia avuto origine per commemorare la battaglia di Gochang combattuta nel 935 tra Gyeon Hwon del Baekje posteriore e Taejo di Goryeo. In epoca moderna è entrato a far parte del repertorio proposto durante i festival folcloristici.

## Svolgimento
Veniva giocato al plenilunio più vicino al 15 gennaio del calendario lunare da due squadre di contadini, una rappresentante l'est, l'altra l'ovest, decise in base al luogo di nascita, i cui leader si scontravano stando a cavallo di un'impalcatura di legno (dongchae) a forma di A, alta cinque metri, costruita usando gli alberi abbattuti verso la fine dell'anno precedente. Le due impalcature venivano incastrate tra loro e i cavalieri mantenevano l'equilibrio tenendosi a una corda legata in cima mentre davano ordini ai loro compagni di squadra, che, reggendo contemporaneamente l'impalcatura, avevano il compito di scoraggiare gli avversari dal sollevare la propria. Vinceva chi riusciva a far crollare per primo l'impalcatura avversaria. Oltre che come gioco, fungeva anche da rito propiziatorio per il raccolto del nuovo anno, che si diceva avrebbe benedetto la squadra vincitrice. Le donne e gli yangban non prendevano parte al Chajeon nori, limitandosi ad assistere allo scontro tra gli uomini; era inoltre vietata la partecipazione se si era in lutto, se la propria moglie o nuora aveva appena partorito, se si era uccisa una persona e, in generale, si ci era dedicati ad attività sporche.
Esistevano due tipi di Chajeon nori. Nel tipo Bondongchae, che compariva principalmente nei grandi giochi di massa, la parte superiore dell'impalcatura aveva la forma di una A, una caratteristica che la rendeva inadatta agli scontri ravvicinati, pertanto le battaglie venivano concluse a piedi dopo aver fatto breccia nello schieramento avversario e posato il proprio capitano a terra. Si optava invece per il tipo Jjaegidongchae, il preferito delle sfide tra adolescenti, quando il numero dei giocatori era minore. L'impalcatura in questo caso aveva il posteriore a forma di X.